# Joseph Joubert
Joseph Joubert (Montignac, 7 maggio 1754 – Parigi, 4 maggio 1824) è stato un filosofo e aforista francese.

## Biografia
A partire dai 14 anni seguì i corsi di studio presso un collegio religioso di Tolosa, dove in seguito lui stesso insegnò fino al 1776. Due anni dopo si trasferì a Parigi, dove conobbe D'Alembert e Diderot (di cui fu segretario) e divenne amico di Chateaubriand. Visse quindi il resto della sua vita ospite nei salotti di amici o nella sua casa di Villeneuve-sur-Yonne.
Durante la sua vita non pubblicò quasi nulla, anche se scrisse molte lettere, appunti e diari con riflessioni sulla natura dell'uomo, sulla funzione e lo scopo della letteratura e sulla filosofia (era un gran lettore di Platone) come pure su altri argomenti affini, con stile commosso ed elegante e spesso in forma aforistica.
Alla sua morte, la vedova consegnò le sue carte a Chateaubriand, che ne scelse una parte, pubblicandola con il titolo di Recueil des pensées de M. Joubert (1838). Successivamente uscirono edizioni più complete. Postuma è anche la pubblicazione della corrispondenza.
La sua tomba si trova al Cimitero di Montmartre.
Nel 1985 è stata fondata la "Société des Amis de Joseph Joubert", che si occupa di studiare e diffondere la sua opera.

## Edizioni principali
- (FR)  Recueil des pensées de M. Joubert, a cura di Chateaubriand, Le Normant, Paris, 1838 Testo on-line
- (FR)  Pensées, essais, maximes et correspondance de J. Joubert, a cura di Paul Raynal, Le Normant, Paris, 2 voll., 1842; 1861 Testo on-line
- (FR)  Pensées, introduzione e note di Victor Giraud, con Notice historique du frère de Joubert [Arnaud Joubert], Bloud, Paris, 1909
- Pensieri, prima versione italiana di Ugo Bernasconi, Istituto editoriale italiano ("Raccolta di breviari intellettuali" n. 69), Milano 1917
- (FR)  Les Carnets, testi raccolti dai manoscritti autografi a cura di André Beaunier, Gallimard, Paris, 2 voll., 1938; 1994
- (FR)  Correspondance de Louis de Fontanes et de Joseph Joubert (1785-1819), a cura di Rémy Tessonneau, Plon, Paris, 1943
- Diario, a cura di Mario Escobar, Einaudi ("Universale Einaudi" n. 24), Torino, 1943
- (FR)  Pensées et Lettres, a cura di Raymond Dumay e Maurice Andrieux, Grasset, 1954
- Pensieri, a cura di Jean Chuzeville, Morcelliana, Brescia, 1957
- Riflessioni. Dai diari, a cura di Guido Saba, Casini, Roma, 1957
- (FR)  Pensées, scelta e introduzione di Georges Poulet, Union générale d'éditions, Paris, 1966
- (FR)  Essais: 1779-1821, a cura di Rémy Tessonneau, José Corti, Paris, 1983; 1989; 1998
- (EN)  The Notebooks of Joseph Joubert. A Selection, a cura di Paul Auster con una postfazione di Maurice Blanchot, North point press, San Francisco 1983
- (FR)  Correspondance générale 1774-1824, a cura di Rémy Tessonneau, William Blake and Co., Bordeaux, 3 vol., 1996-1997
- (FR)  Quatre carnets, a cura di David Kinloch e Philippe Mangeot, University of London, Institute of romance studies, London, 1996
- Pensieri per vivere, a cura di Gavino Manca, nota di Gianfranco Dioguardi, Guerini ("Kairos" n. 1), Milano, 2008 ISBN 9788883359842